# Joel Barlow
Pour les articles homonymes, voir Barlow.
Joel Barlow, né le 24 mars 1754 à Redding dans le Connecticut et mort le 26 décembre 1812 en Pologne, est un poète et diplomate américain.

## Biographie
Il prend part à la guerre d'indépendance où il est aumônier de régiment et compose des chants nationaux. Puis Il devient à la fois ministre presbytérien, avocat et agent de la compagnie de l'Ohio. À Paris, il se lie d'amitié avec les Girondins, spécule sur les assignats, occupe le poste de consul à Alger et à Tripoli et ne retourne aux États-Unis qu'en 1805. Nommé ministre plénipotentiaire à Paris en 1811, il meurt en Pologne où il s'était rendu pour négocier avec Napoléon Ier.

## Œuvres
- 1787 - The vision of Columbus: a poem, in nine books. London
- 1792 - The conspiracy of kings; a poem: addressed to the inhabitants of Europe, from another quarter of the world. London: J. Johnson
- 1792 - A letter to the National Convention of France, on the defects in the constitution of 1791, and the extent of the amendments which ought to be applied. London: J. Johnson
- 1794 - Avis aux ordres privilégiés, dans les divers etats de l'Europe, tiré de la nécessité, dans le sens proprement dit, d'une révolution génèrale dans le principe de gouvernement. Londres: J. Jonhson
- 1795 - A letter, addressed to the people of Piedmont, on the advantages of the French Revolution, and the necessity of adopting its principles in Italy. London: Daniel Isaac Aeton
- 1800 - Letters from Paris, to the citizens of the United States of America, on the system of policy hitherto pursued by their government relative to their commercial intercourse with England and France, &c.. London: James Ridgway
- 1970 - Works of Joel Barlow. Volume I: Prose; Volume II: Poetry.  Gainesville, Fla.,: Scholars' Facsimiles & Reprints

Il s'est fait un nom en littérature avec un poème en 10 chants, la Colombiade, 1781 (réimprimé avec luxe en 1807 à Philadelphie).
- Hasty Pudding
- Les Ruines (traduction de l’œuvre de Volnev.